# Gerbillus agag
Gerbillus agag är en däggdjursart som beskrevs av Thomas 1903. Gerbillus agag ingår i släktet Gerbillus och familjen råttdjur. IUCN kategoriserar arten globalt som otillräckligt studerad. Inga underarter finns listade i Catalogue of Life. Artepitet i det vetenskapliga namnet syftar på en kung av det bibliska folket Amalekiterna som levde i nordöstra Afrika.
Arten beskrevs efter en individ från Sudan. Fynd är även dokumenterad från Mali, Kenya, Niger, Nigeria och Tchad men det är oklart om populationerna tillhör Gerbillus agag. Denna ökenråtta lever i torra landskap.